# Мосомане
Мосомане или Артижа (англ. Mosomane) — сельский населённый пункт на юго-востоке Ботсваны, на территории округа Кгатленг.

## Географическое положение
Населённый пункт находится в северной части округа, на расстоянии приблизительно 65 километров к северо-востоку от столицы страны Габороне. Абсолютная высота — 948 метров над уровнем моря.

## Население
По данным официальной переписи 2001 года численность населения составляла 1 462 человек.
Динамика численности населения Мосомане по годам:
| 2001  | 2013  |
| ----- | ----- |
| 1 462 | 1 907 |